# Белвил (Охајо)
Белвил (енгл. Bellville) град је у америчкој савезној држави Охајо.

## Демографија
По попису из 2010. године број становника је 1.918, што је 145 (8,2%) становника више него 2000. године.
| Група             | 2000.         | 2010.         |
| Белци             | 1.737 (98,0%) | 1.864 (97,2%) |
| Афроамериканци    | 4 (0,2%)      | 10 (0,5%)     |
| Азијати           | 4 (0,2%)      | 1 (0,1%)      |
| Хиспаноамериканци | 16 (0,9%)     | 10 (0,5%)     |
| Укупно            | 1.773         | 1.918         |